# Championnat d'Angleterre féminin de football 2011
Navigation
2012
La FA WSL 2011 est la 20e édition du championnat d'Angleterre de football féminin, la 1re sous le nom de Women's Super League (WSL). 
Le premier niveau du championnat féminin oppose huit clubs anglais. La compétition débute le dimanche 13 avril 2011 et s'achève le vendredi 28 août 2011.
Les deux premières places du championnat sont qualificatives pour la Ligue des champions féminine de l'UEFA. 
Arsenal et Bristol Academy, respectivement vainqueur et finaliste de la Cup, sont les représentants anglais en Ligue des champions féminine de l'UEFA 2011-2012.
| \| Arsenal Chelsea Birmingham City Bristol Academy Doncaster Belles Everton Lincoln Ladies Liverpool \| Localisation des clubs engagés dans le championnat. |
| Arsenal Chelsea Birmingham City Bristol Academy Doncaster Belles Everton Lincoln Ladies Liverpool                                                           |

## Participants
Ce tableau présente les huit équipes qualifiées pour disputer le championnat 2011. On y trouve le nom des clubs, leur classement de la saison précédente est le nom des stades.
| Club             | Ville       | Stade                 | classement 2009-2010       |
| ---------------- | ----------- | --------------------- | -------------------------- |
| Arsenal          | Borehamwood | Meadow Park           | Premier League 1e          |
| Birmingham City  | Solihull    | Damson Park           | Premier League 10e         |
| Bristol Academy  | Filton      | Stoke Gifford Stadium | Premier League 12e         |
| Chelsea          | Staines     | Wheatsheaf Park       | Premier League 3e          |
| Doncaster Belles | Doncaster   | Keepmoat Stadium      | Premier League 6e          |
| Everton          | Widnes      | Halton Stadium        | Premier League 2e          |
| Lincoln Ladies   | Lincoln     | Ashby Avenue          | Premier League Northern 2e |
| Liverpool        | Widnes      | Halton Stadium        | Premier League Northern 1e |

## Compétition

### Classement
Le classement est calculé avec le barème de points suivant : une victoire vaut trois points, le match nul un et la défaite zéro.
Les critères utilisés pour départager en cas d'égalité au classement sont les suivants :
1. différence entre les buts marqués et les buts concédés sur la totalité des matchs joués dans le championnat ;
2. plus grand nombre de buts marqués sur la totalité des matchs joués dans le championnat.

| Rang | Équipe           | Pts | J  | G  | N | P | Bp | Bc | Diff |
| ---- | ---------------- | --- | -- | -- | - | - | -- | -- | ---- |
| 1    | Arsenal T        | 32  | 14 | 10 | 2 | 2 | 29 | 9  | +20  |
| 2    | Birmingham City  | 29  | 14 | 8  | 5 | 1 | 29 | 13 | +16  |
| 3    | Everton          | 25  | 14 | 7  | 4 | 3 | 19 | 13 | +6   |
| 4    | Lincoln Ladies   | 21  | 14 | 6  | 3 | 5 | 18 | 16 | +2   |
| 5    | Bristol Academy  | 16  | 14 | 4  | 3 | 7 | 23 | 30 | -7   |
| 6    | Chelsea          | 15  | 14 | 4  | 3 | 7 | 14 | 19 | -5   |
| 7    | Doncaster Belles | 9   | 14 | 2  | 3 | 9 | 9  | 26 | -17  |
| 8    | Liverpool        | 7   | 14 | 1  | 4 | 9 | 10 | 26 | -16  |

| Légende : | Légende : |
| --------- | --- |
|           | Qualifié pour la Ligue des champions 2014-2015 |
|           | T Tenant du titre. CA Vainqueur de la FA WSL Cup 2013. Pts points ; G victoires ; N match nuls ; P défaites Bp buts marqués ; Bc buts encaissés ; Diff différence de buts |

- (*) Arsenal a été sanctionné de trois points de pénalité pour avoir fait jouer une joueuse non qualifiée.

### Résultats
| Résultats (▼dom., ►ext.)                                   | ARS | BIR | BRI | CHE | DON | EVE | LIN | LIV |
| Arsenal                                                    |     | 1-2 | 1-0 | 3-0 | 3-0 | 1-0 | 4-0 | 3-0 |
| Birmingham City                                            | 1-1 |     | 4-0 | 3-2 | 3-0 | 2-3 | 1-0 | 0-0 |
| Bristol Academy                                            | 2-2 | 2-3 |     | 0-0 | 1-0 | 0-2 | 2-3 | 1-1 |
| Chelsea                                                    | 0-1 | 1-1 | 0-1 |     | 2-1 | 1-3 | 1-1 | 0-1 |
| Doncaster Belles                                           | 0-3 | 2-2 | 1-2 | 1-4 |     | 0-1 | 0-3 | 1-0 |
| Everton                                                    | 3-1 | 0-2 | 0-0 | 2-0 | 1-1 |     | 0-2 | 1-0 |
| Lincoln Ladies                                             | 0-2 | 1-1 | 3-1 | 0-1 | 0-1 | 0-0 |     | 4-2 |
| Liverpool                                                  | 1-3 | 0-4 | 0-2 | 1-2 | 1-1 | 3-3 | 0-1 |     |
| - Victoire à domicile - Match nul - Victoire à l'extérieur |     |     |     |     |     |     |     |     |

### Domicile et extérieur
| Rang | Équipe           | Pts | J | G | N | P | Bp | Bc | Diff |
| ---- | ---------------- | --- | - | - | - | - | -- | -- | ---- |
| 1    | Arsenal T        | 19  | 7 | 6 | 1 | 0 | 16 | 2  | +14  |
| 2    | Birmingham City  | 14  | 7 | 4 | 2 | 1 | 14 | 6  | +8   |
| 3    | Everton          | 11  | 7 | 3 | 2 | 2 | 7  | 6  | +1   |
| 4    | Lincoln Ladies   | 8   | 7 | 2 | 2 | 3 | 8  | 8  | 0    |
| 6    | Chelsea          | 5   | 7 | 1 | 2 | 4 | 5  | 9  | -4   |
| 5    | Bristol Academy  | 4   | 7 | 1 | 3 | 3 | 8  | 11 | -3   |
| 7    | Doncaster Belles | 4   | 7 | 1 | 1 | 5 | 5  | 15 | -10  |
| 8    | Liverpool        | 2   | 7 | 0 | 2 | 5 | 6  | 16 | -10  |

| Rang | Équipe           | Pts | J | G | N | P | Bp | Bc | Diff |
| ---- | ---------------- | --- | - | - | - | - | -- | -- | ---- |
| 2    | Birmingham City  | 15  | 7 | 4 | 3 | 0 | 15 | 7  | +8   |
| 1    | Arsenal T        | 14  | 7 | 4 | 2 | 1 | 13 | 7  | +6   |
| 3    | Everton          | 14  | 7 | 4 | 2 | 1 | 12 | 7  | +5   |
| 4    | Lincoln Ladies   | 13  | 7 | 4 | 1 | 2 | 10 | 8  | +2   |
| 5    | Bristol Academy  | 10  | 7 | 3 | 1 | 3 | 6  | 9  | -3   |
| 6    | Chelsea          | 10  | 7 | 3 | 1 | 3 | 9  | 10 | -1   |
| 7    | Doncaster Belles | 5   | 7 | 1 | 2 | 4 | 4  | 11 | -7   |
| 8    | Liverpool        | 5   | 7 | 1 | 2 | 4 | 4  | 10 | -6   |

## Statistiques
| Cls | Joueuse         | Club            | Goals |
| --- | --------------- | --------------- | ----- |
| 1   | Rachel Williams | Birmingham City | 14    |
| 2   | Kim Little      | Arsenal         | 8     |
| 3   | Natasha Dowie   | Everton         | 7     |
| 4   | Ellen White     | Arsenal         | 6     |
| 5   | Rachel Yankey   | Arsenal         | 5     |

## Bilan de la saison
| Championnat d'Angleterre féminin de football 2011                             |                    |
| Champion                                                                      | Arsenal (8e titre) |
| Dauphin                                                                       | Birmingham City    |
| Coupes et trophées                                                            |                    |
| Vainqueur Coupe d'Angleterre de football féminin 2010-11                      | Arsenal            |
| Qualifications continentales                                                  |                    |
| Ligue des champions 2012-2013                                                 | Arsenal            |
| Ligue des champions 2012-2013                                                 | Bristol Academy    |
| Promotions et relégations                                                     |                    |
| Promus en Championnat d'Angleterre féminin de football                        |                    |
| Relégués en Championnat d'Angleterre féminin de football de deuxième division |                    |